# Lijst van grotten in de Dordogne
In het departement Dordogne in Frankrijk, zijn, vooral in de Vallée de la Vézère, vele grotten dicht bij elkaar te vinden.

## Grotten met prehistorische rotstekeningen
Er zijn veel grotten met prehistorische rotstekeningen van paarden, mammoeten, rendieren,       voornamelijk uit het Magdalénien. In de plaats Les Eyzies de Tayac in het Musée National de Préhistoire is de grootste collectie over het leven in de prehistorie te bekijken.
Onder de belangrijkste grotten met prehistorische tekeningen van zijn:
- Lascaux bij Montignac
- Grotte de Rouffignac waar een treintje doorheen rijdt.
- Grottes des Combarelles
- Grotte de Font-de-Gaume

## Druipsteengrotten
Onder de belangrijkste druipsteengrotten zijn:
- Grotte du Grand Roc bij Les Eyzies de Tayac
- Gouffre de Proumeyssac
- Grotte de Villars
- Grottes de Maxange
- Grotte de Domme

## Gouffres
Een gouffre is een verticale grot met aan de oppervlakte een relatief kleine opening die verder naar beneden steeds breder wordt. Een andere naam hiervoor is een aven.
Voorbeelden:
- Gouffre de la Fage

## Abri's
Abri's zijn schuilplaatsen onder een overhangende rots of in nissen in de rotswand. Ook wordt de naam gisement gebruikt.
Bekende voorbeelden zijn:
- Abri de Cap Blanc
- Abri de Cro Magnon
- Abri du Poisson
- Abri Pataud
- Gisement de Laugerie Basse
- Gisement de Laugerie Haute
- Gisement-Préhistorique sous le Ruth
- Castel-Merle bij Sergeac
- Grottes de Lacave
- Roque Saint-Christophe

## Overige bekende grotten
- Gorge d'Énfer met diverse kleine grotten, onder andere grot van de vis en een grote abri; zie Abri du Poisson
- La Micoque
- Grotte de Carpe-Diem
- Grotte de la Mouthe
- Grotte de St.-Cirque
- Site de la Madeleine
- Grotte de Cussac